# Baldeo (Uttar Pradesh)
Baldeo es un pueblo y nagar Panchayat situado en el distrito de Mathura en el estado de Uttar Pradesh (India). Su población es de 11813 habitantes (2011). Se encuentra a 22 km de Mathura.

## Demografía
Según el censo de 2011 la población de Baldeo era de 11813 habitantes, de los cuales 6323 eran hombres y 5490 eran mujeres. Baldeo tiene una tasa media de alfabetización del 80,67%, superior a la media estatal del 67,68%: la alfabetización masculina es del 90,41%, y la alfabetización femenina del 69,58%.